# 沃爾納特 (密西西比州)
沃爾納特（英語：Walnut）是位於美國密西西比州蒂帕縣的城鎮。

## 人口
根據2020年美國人口普查的數據，沃爾納特的面積為14.12平方千米，當中陸地面積為14.06平方千米，而水域面積為0.06平方千米。當地共有人口704人，而人口密度為每平方千米50人。